# Arsonists Get All the Girls
Gli Arsonists Get All the Girls (spesso abbreviato AGATG) sono un gruppo musicale deathcore statunitense attivo dal 2005.

## Storia del gruppo
Gli Arsonists Get All the Girls si formarono per scherzo nel 2005 a Santa Cruz. Di lì a poco uscì un demo di tre canzoni e nel 2006 venne pubblicato il primo album dal titolo Hits from the Bow sotto la Process Records. Nell'aprile 2007 gli AGATG vengono messi sotto contratto dalla Century Media Records. Anticipato dal singolo Shoeshine for Neptune il 14 agosto 2007 venne pubblicato il secondo album della band The Game of Life, il primo con la Century Media. Il 30 novembre 2007 il bassista Pat Mason muore nel sonno all'età di 21 anni.
Nel 2008 in seguito alla tragica scomparsa di Pat Mason la band si vide costretta a cercare un nuovo bassista e venne assoldato Adam Swan. Inoltre il chitarrista Nick Cardinelli lasciò la band per perseguire un altro tipo di carriera e si unì al gruppo Derek Yarra. Nella primavera del 2008 la band iniziò una serie di tour al fianco di Dead to Fall, Impending Doom, Sea of Treachery, Carnifex, Embrace the End, Broadcast the Nightmare e Conducting from the Grave. Durante i tour la band fu ancora soggetta a cambi di line-up con le partenze di Adam Swan e Derek Yarra sostituiti rispettivamente da Steve Dean e Jaeson Bardoni. Tra la fine del 2008 e metà del 2009 la line-up della band venne sconvolta ulteriormente: il tastierista e cantante Remi Rodburg lasciò il gruppo in modo amichevole, e venne sostituito da Sean Richmond, il bassista Steve Dean lasciò per perseguire altri interessi personali; Jaeson Bardoni cambiò di strumento mettendosi al basso mentre alla chitarra ritornò Derek Yarra. Anche il cantante Cameron Reed lasciò la band nel 2009 per motivi religiosi e venne sostituito da Jared Monette. Il 14 luglio 2009 uscì il terzo album della band dal titolo Portals, il primo dopo i vari sconvolgimenti di line-up. In seguito a Portals la band partecipò a numerosi tour, vide la partenza di Derek Yarra con Jaeson Bardoni che tornò al suo ruolo di chitarrista ed il nuovo arrivato Greg Howell al basso. Nel dicembre del 2010 la band tornò in studio per registrare un nuovo album. L'album in questione uscì il 17 maggio 2011 con il titolo Motherland.
All'inizio del 2013 la band inizia le registrazioni per un nuovo album, con il produttore Zack Ohren e vede un nuovo cambio di line-up con la partenza del chitarrista e membro fondatore Arthur Alvarez e del cantante Jared Monette ed il ritorno del cantante Remi Rodburg.
Dopo l'uscita dell'album "Listen To The Color" , autoprodotto dalla band stessa con il produttore Zack Ohren, ed il conseguente tour di supporto e promozione, la band si scioglie.
Nel 2016 compare nella pagine Facebook ufficiale un'immagine con una zebra che li ha rappresentati spesso negli anni e la dicitura "AGATG 2016 Questa non è la fine".
La band con Sean Richmond, Garin Rosen, e Jaeson Bardoni comincia a scrivere nuova musica per un album da pubblicare nel 2017. Nel luglio del 2016 si riunisce alla band come chitarrista Francesco Presotto, già con la band experimental deathcore Hyperdeath.

## Stile musicale
Il genere della band è di difficile definizione, presentando una commistione di death metal, hardcore punk e progressive metal, con un ampio uso di ampio uso di tastiere e synth. Le loro composizioni presentano l'uso di voci in screaming e growl. Lo stile chitarristico è decisamente orientato al metalcore. Nei loro pezzi non sono rare contaminazioni jazz e funk.

## Formazione

### Formazione attuale
- Remi Rodburg – voce (2005-2008, 2013-presente), tastiera (2005-2008)
- Garin Rosen – batteria (2005-presente)
- Sean Richmond – tastiera, voce (2008-presente)
- Jaeson Bardoni – chitarra (2008-2009, 2010-presente), basso (2009)
- Greg Howell – basso (2009-presente)
- Francesco Presotto – chitarra (2016-presente)

### Ex componenti
- Cameron Reed – voce, tastiera (2005-2009)
- Derek Yarra – chitarra (2008, 2009)
- Nick Cardinelli – chitarra (2005-2008)
- James Lucas – chitarra
- Steve Borella – chitarra
- Stephen Dean – basso (2008-2009)
- Adam Swan – basso (2007-2008)
- Patrick Mason – basso (2005-2007)
- Geoffery Montague – tastiera (2005)
- Caleb Ellison – tastiera
- Adam Trowbridge – chitarra (2005-2006)
- Arthur Alvarez – chitarra (2005-2013)
- Jared Monette – voce (2009-2013)

## Discografia
- 2006 – Hits from the Bow
- 2007 – The Game of Life
- 2009 – Portals
- 2011 – Motherland
- 2013 – Listen to the Color